# Lucus Pisaurensis
Il lucus Pisaurensis è un sito archeologico nei pressi di Pesaro, in Italia.
Il sito venne identificato nel XVIII secolo da Annibale degli Abati Olivieri Giordani, che nel 1737 rinvenne in un terreno di sua proprietà diversi reperti, ora esposti al Museo archeologico Olivierano di Pesaro. I reperti permisero di identificare il sito con un lucus, ossia un bosco sacro romano. Negli scavi settecenteschi furono riportati alla luce monete, terraecotte votive e bronzetti. Di particolare importanza sono quattordici cippi votivi in arenaria, con l'iscrizione del nome della divinità a cui il cippo è dedicato, e talvolta anche il nome del dedicante. I cippi sono stati datati alla fine del III secolo a.C., ovvero qualche decennio prima della fondazione della colonia romana nel 184 a.C..
La precisa localizzazione del sito era stata dimenticata dopo la scoperta, ma recentemente è stato nuovamente identificato, anche se non vi è certezza e i pareri degli studiosi non sono concordi, con il declivio nord-orientale del "Colle della Salute" nei pressi della località di Santa Veneranda.